# کبک سینه‌سرخ
کبک سینه‌سرخ (نام علمی: Arborophila hyperythra) نام یک گونه از سرده کبک‌های تپه است.